# Adolf Loos
Adolf Loos (Brno, República Checa 10 de dezembro de 1870 – Viena, 23 de agosto de 1933) foi um arquitecto austríaco, tendo exercido durante largos anos a sua profissão na Áustria.

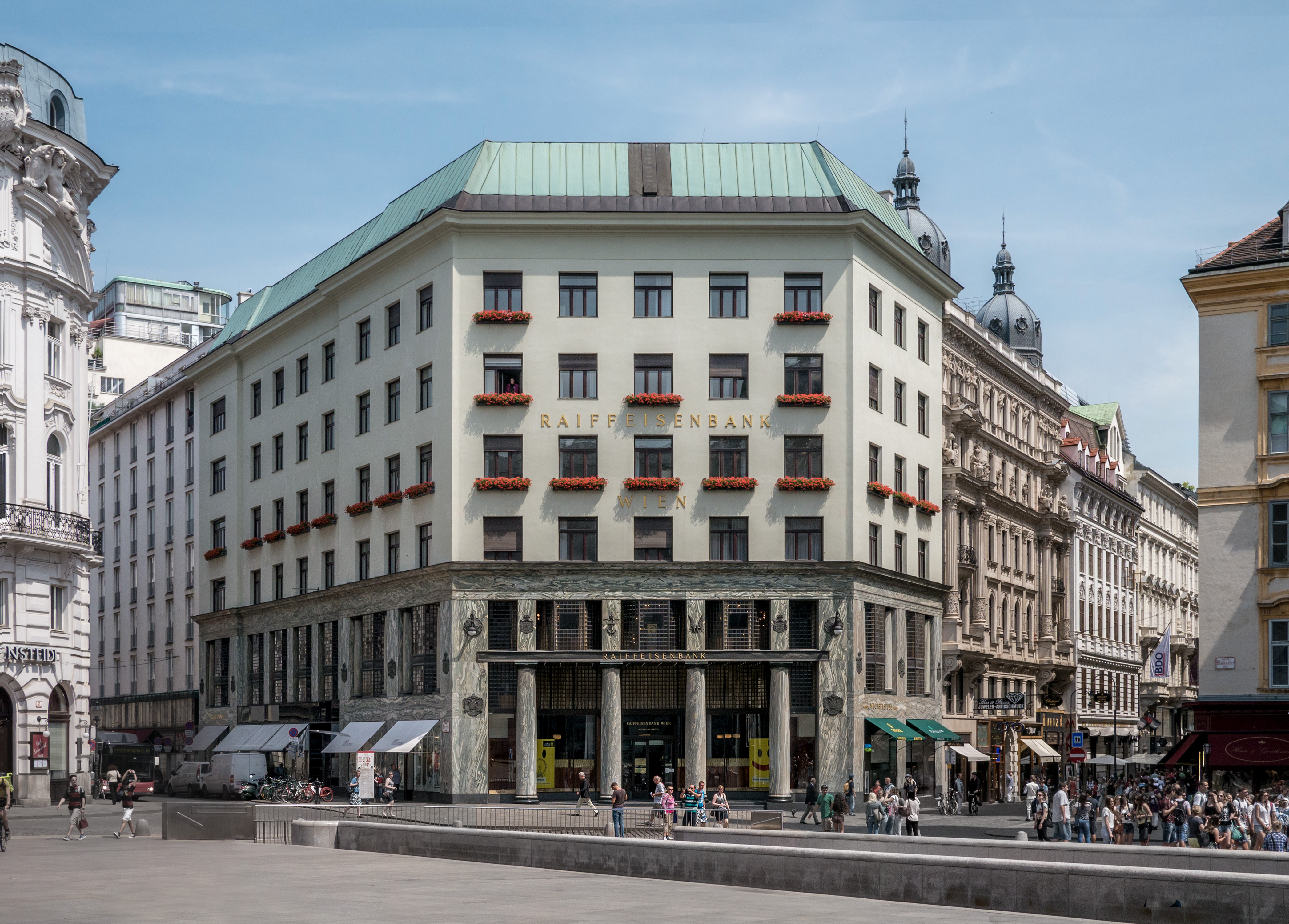
Looshaus, em Viena - obra de Adolf Loos, 1909.

Dentre seus trabalhos, destaca-se o projecto para o Chicago Tribune, realizado em 1922, quando trabalhava com Louis Sullivan, e que consiste numa enorme coluna dórica assente sobre uma base cúbica.
Foi precursor do Raumplan, o desenvolvimento da planta em diferentes cotas. Através das variações de altura das divisões, bem como das proporções adotadas e das mudanças de materiais, é estabelecida uma hierarquia entre os diversos espaços; criam-se zonas dentro da casa, definindo também graus de intimidade de cada divisão".

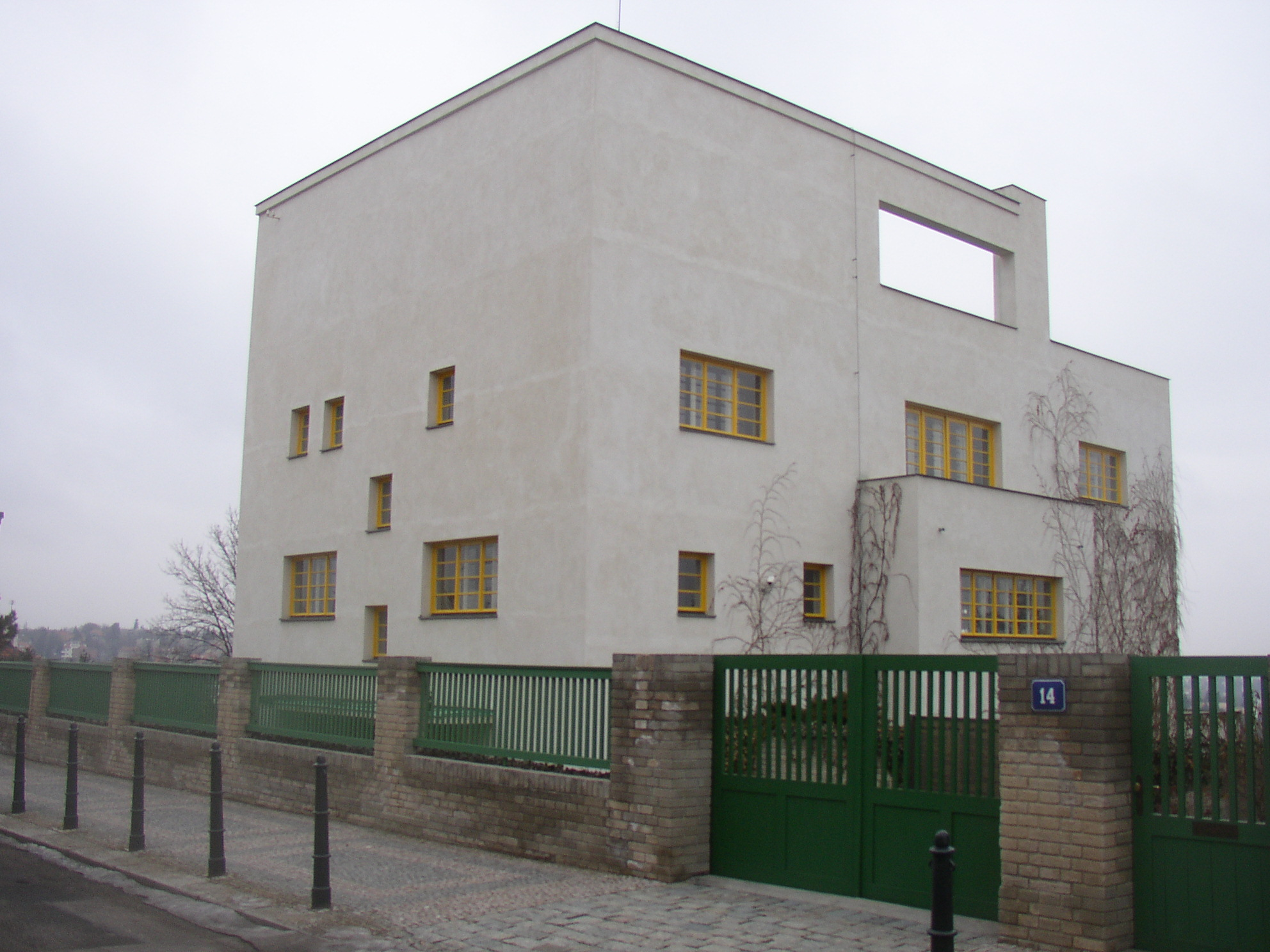
Vila Müller, em Praga

Para Loos, arquitectura é composição espacial consolidada – planificação do espaço que poderá ser traduzida em planta. Embora não tenha desenvolvido esta ideia numa teoria formal, a direcção deste pensamento é clara: "A grande revolução em arquitectura é a solução de uma planificação no espaço."
Em 1908, escreveu o ensaio/manifesto intitulado "Ornamento e Crime", no qual criticava o uso abusivo da ornamentação na arquitetura européia do final do século XIX. Loos acreditava que "quando uma cultura evolui, ela gradativamente abandona o uso do ornamento em objetos utilitários". Segundo alguns críticos, "esta guerra contra o ornamento e a decoração esconde uma lacuna ideológica no modernismo: a falta de uma base cultural (…) O modernismo procurou deliberadamente destruir todos os vínculos e reminiscências da arquitetura histórica". 

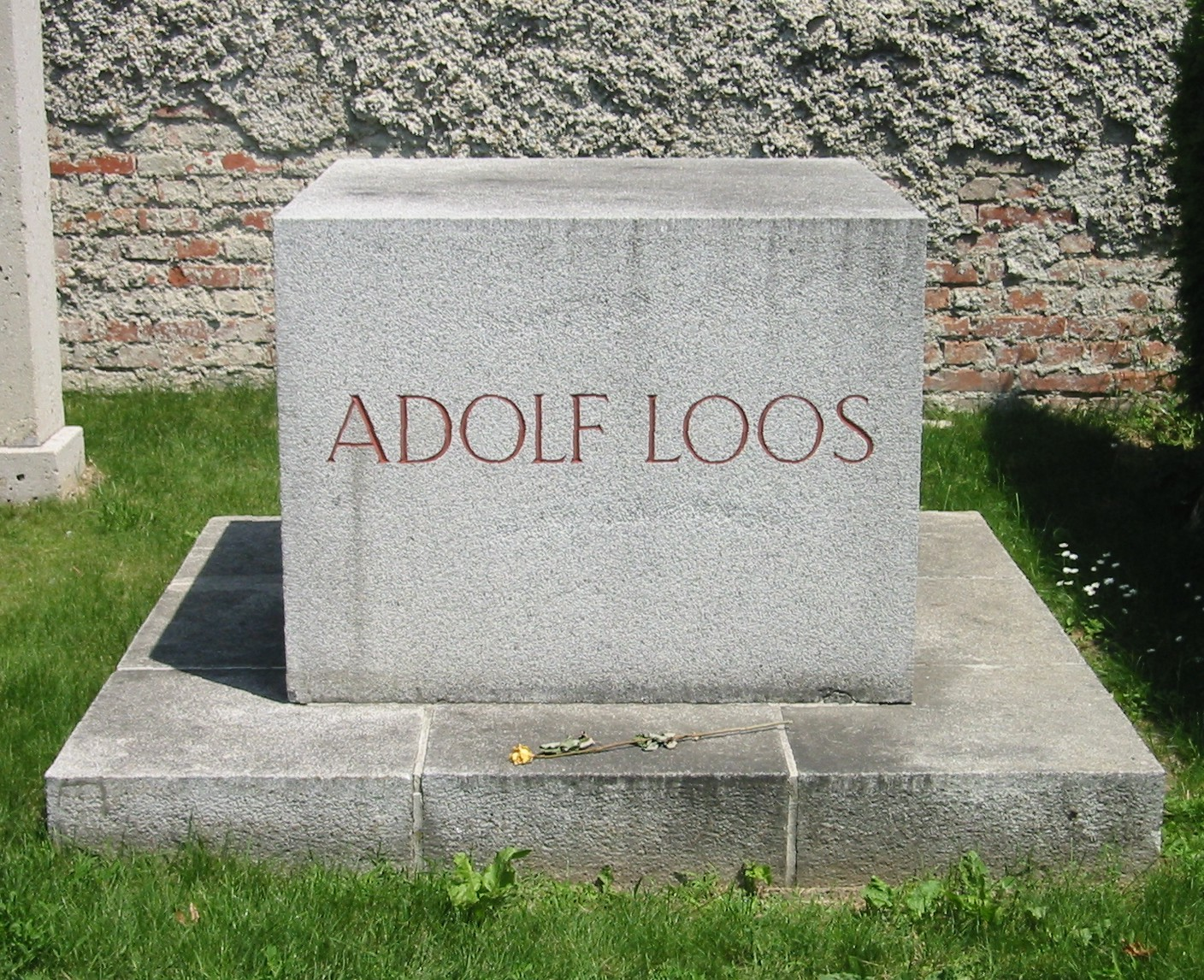
Sepultura no Cemitério Central de Viena

A cultura é algo que adquire um estatuto primordial nos escritos de Loos. É isso que Karl Kraus nos quer transmitir quando refere que “tudo o que Adolf Loos e eu – ele materialmente e eu verbalmente – temos feito não é mais que mostrar a diferença entre uma urna e um penico e que é essa distinção que oferece à cultura margem de manobra. Os outros, aqueles que não conseguem fazer essa distinção, estão divididos entre os que usam a urna como penico e os que usam o penico como urna.” Estes dois objectos diferentes segundo convenções sociais, correspondem respectivamente à arte e ao objecto utilitário: Kraus criticava tanto os que pretendem incutir arte ao objecto quotidiano, os artistas da Secessão, como os que usam o objecto utilitário como arte.

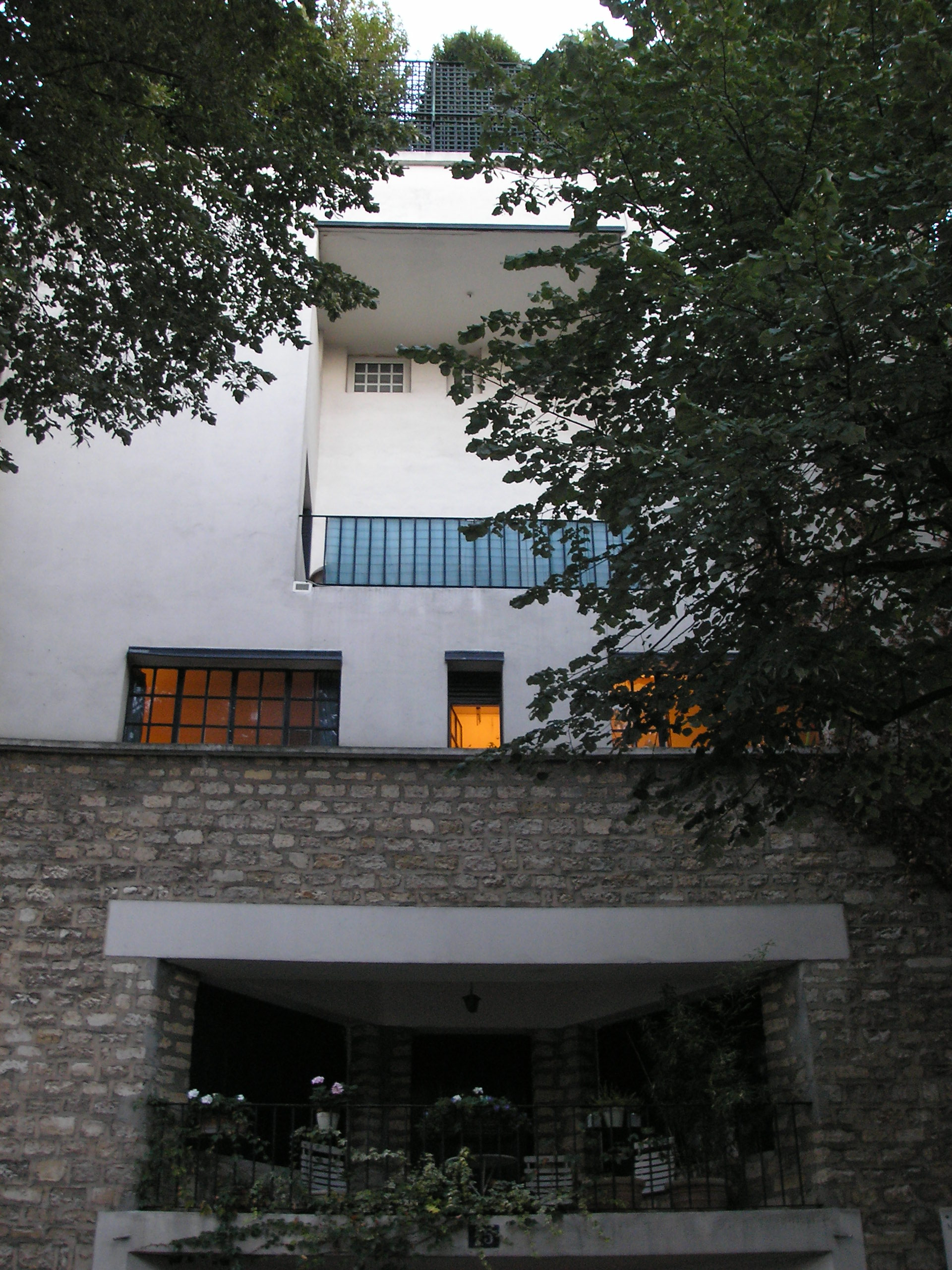
Casa de Tristan Tzara, em Paris, construída em 1926.